# Kuoliosaari (ö i Kyynämöinen)
Kuoliosaari är en ö i Finland.  Ordet kuoliosaari hänvisar att ön har varit begravningsplats. Ön ligger i sjön Kyynämöinen och i kommunen Urais i den ekonomiska regionen  Jyväskylä ekonomiska region  och landskapet Mellersta Finland, i den centrala delen av landet, 260 km norr om huvudstaden Helsingfors. Öns area är 0,6 hektar och dess största längd är 170 meter i nord-sydlig riktning.